# Rhopus extraclavus
Rhopus extraclavus är en stekelart som först beskrevs av Girault 1922.  Rhopus extraclavus ingår i släktet Rhopus och familjen sköldlussteklar. Inga underarter finns listade i Catalogue of Life.